# Trifão de Constantinopla
Trifão (em grego: Τρύφων; romaniz.: Trýphon; m. 933) foi o patriarca de Constantinopla entre 928 e 931. Inicialmente um monge da Ásia Menor, foi elevado ao posto pelo imperador bizantino Romano I Lecapeno (r. 920–940) em 928, sob promessa de que renunciaria quando Teofilacto, o filho do imperador, alcançasse a idade necessária. Em 931, contudo, foi vítima de um complô arquitetado pelos partidários imperiais e acabou sendo forçado a renunciar. Morreu dois anos depois em seu mosteiro. É considerado um santo pela Igreja Ortodoxa e sua celebração ocorre em 19 de abril.

## Biografia

### Primeiros anos
Era originário da Ásia Menor. Aparece pela primeira vez em 914, quando foi destinatário de quatro cartas do patriarca Nicolau I, todas elas breves respostas às cartas de consolação (que não sobreviveram) que Trifão escreveu a Nicolau; uma delas (ep. 33) alude a uma doença que Trifão contraiu e para a qual pediu remédios a Nicolau, que os enviou junto a resposta; noutra (ep. 131) é citada uma preocupação não referida de Trifão, à qual Nicolau fez seu melhor. Segundo carta enviada por Teodoro Dafnopata ao metropolita Anastácio de Heracleia em nome e comissionada pelo imperador Romano I (r. 920–940) no final de 931 ou começo de 932, aos 12 anos Trifão era diácono e aos 15 padre. Nas crônicas é referido como um monge que vivia no Tema Opsiciano e era conhecido por sua piedade, santidade, resignação, falta de malícia, total submissão a vontade divina, fé firme e amor pela Igreja.

### Patriarcado
Em 14 de dezembro de 928, foi elevado ao patriarcado pelo imperador sob condição de que iria renunciar em favor do filho de Romano, Teofilacto, quando o garoto tivesse a idade exigida para ser consagrado. Convencido de que o acordo seria cumprido, o imperador ajudou-o em seus trabalhos na Igreja, contribuindo com esmolas e donativos para mosteiros e asilos. Em 928/931, Trifão consagrou Anastácio como metropolita de Heracleia. Teofilacto fez 16 anos em 931 e Romano, impaciente, pediu que resignasse para o garoto assumir. Ele se recusou a entregar o cargo ao inexperiente jovem, deixando o imperador furioso, com ganas de prendê-lo e matá-lo, algo que não fez porquê era muito querido pelo povo.
Então, Romano utilizou-se dos conselhos astutos do metropolita protótrono Teófilo de Cesareia. O bispo foi ao encontro de Trifão e disse-lhe que o imperador, na tentativa de removê-lo do trono patriarcal, difama-o alegando que não sabia escrever. Assim, Teófilo aconselha-o que convocasse um sínodo no qual, num papel em branco, escreveria seu nome e classe sacerdotal e enviaria a Romano, provando que trata-se de uma falácia. O sínodo foi convocado em agosto e quando os bispos estavam reunidos Trifão teria dito:
| “ | Ó sagrados ministros companheiros, aqueles que desejam expulsar-me do trono injustamente inventam de várias formas para encontrar uma boa razão para banir-me e encontraram nada. Posteriormente, eles trouxeram esta acusação contra mim: eles dizem que eu não posso escrever. Então agora, diante dos olhos de todos vocês, eu vou escrever estas letras para meus acusadores verem e saberem, e portanto abandonarem suas injustas perseguições a mim. | ” |

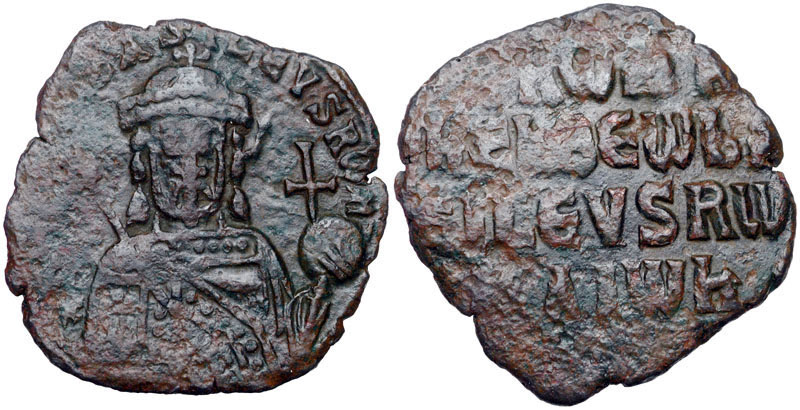
Fólis do imperador r.

Após proferir tais palavras, Trifão pegou uma folha nova e, na presença de todos, escreveu da seguinte forma: "Trifão, pela Misericórdia de Deus, Arcebispo de Constantinopla, a Nova Roma, e Patriarca Ecumênico." Ao escrevê-lo, enviou a mensagem a Romano através do protótrono. Quando o papel foi apresentado, Romano ordenou que fosse escrito sobre sua assinatura: "Eu, por esse meio, resigno a posição de patriarca, pois me considero indigno ao ofício."; segundo João Escilitzes, o redator foi Teófilo. O documento foi apresentada ao sínodo e o patriarca foi removido da Igreja.
Numa outra versão dos eventos, apresentada numa carta de Aretas de Cesareia, o sínodo foi convocado para discutir sobre a conduta de Trifão, aparentemente porque violou os cânones. O autor da epístola cita que Trifão informou, por escrito, que não compareceria no sínodo por motivos de saúde. Ele ainda informa que as acusações foram entregues ao imperador um dia antes, junto de uma exigência de remoção. Segundo os autores da PMB, independente da versão privilegiada, as fontes indicam que retirou-se para seu mosteiro na Ásia Menor, onde faleceu em 933. Seu corpo foi levado para Constantinopla, sendo enterrado com os demais patriarcas. Foi aclamado como santo e é celebrado em 19 de abril pela Igreja Ortodoxa.